# Токарь (река)
Токарь — река в России, протекает в Октябрьском районе Пермского края. Левый приток реки Сарс.

## География
Река Токарь берёт начало юго-восточнее посёлка городского типа Октябрьский. Течёт на юг через берёзовые и осиновые леса. Устье реки находится в 88 км по левому берегу реки Сарс. Длина реки составляет 21 км.

## Данные водного реестра
По данным государственного водного реестра России относится к Камскому бассейновому округу, водохозяйственный участок реки — Уфа от Нязепетровского гидроузла до Павловского гидроузла, без реки Ай, речной подбассейн реки — Белая. Речной бассейн реки — Кама.
Код объекта в государственном водном реестре — 10010201112111100022968.